# Sporobolus coromandelianus
Sporobolus coromandelianus är en gräsart som först beskrevs av Anders Jahan Retzius, och fick sitt nu gällande namn av Carl Sigismund Kunth. Sporobolus coromandelianus ingår i släktet droppgräs, och familjen gräs. Inga underarter finns listade i Catalogue of Life.